# The Dying Gaul

The Dying Gaul est un film américain écrit et réalisé par Craig Lucas en 2005.

## Fiche technique
- Réalisateur : Craig Lucas
- Scénario : Craig Lucas

## Distribution
- Patricia Clarkson : Elaine Tishop
- Campbell Scott : Jeffrey Tishop
- Peter Sarsgaard : Robert Sandrich
- Ryan Miller : Max Tishop
- Faith Jefferies : Debbon Tishop
- Robin Bartlett : Bella
- Ebon Moss-Bachrach : Olaf
- Kelli O'Hara : Liz
- Dee Dee Flores : Emad
- Elizabeth Marvel : Kelli Cartonis
- Don Johanson : Male Guest
- Bill Camp : Malcolm Cartonis
- Linda Emond : Dr. Marta Foss